# Leucosphaera bainesii
Leucosphaera bainesii là loài thực vật có hoa thuộc họ Dền. Loài này được (Hook.f.) Gilg mô tả khoa học đầu tiên năm 1897.